# Eleições legislativas portuguesas de 1969
As eleições legislativas portuguesas de 1969 foram as primeiras realizadas após a saída de António de Oliveira Salazar da Presidência do Conselho. Decorreram num clima de aparente abertura política, designado por Primavera Marcelista. Realizaram-se no dia 26 de Outubro, tendo concorrido quatro listas: União Nacional ("Lista A"), Comissão Eleitoral de Unidade Democrática ("Lista B"), Comissão Democrática Eleitoral ("Lista D") e Comissão Eleitoral Monárquica ("Lista C"). A União Nacional elegeu a totalidade dos 130 deputados, obtendo 980 mil votos. As listas oposicionistas obtiveram somente 133 mil, não conseguindo, no quadro do sistema eleitoral maioritário e plurinominal, eleger qualquer deputado para a Assembleia Nacional.
Os trabalhos da nova Legislatura iniciaram-se em 25 de novembro de 1969 e terminaram com o fim do mandato em 1973.

## Resultados Nacionais
| Partido                 | Partido                                             | Votos                                                     | %                                                         | +/-                                                       | Deputados                                                 | +/-                                                       |
| ----------------------- | --------------------------------------------------- | --------------------------------------------------------- | --------------------------------------------------------- | --------------------------------------------------------- | --------------------------------------------------------- | --------------------------------------------------------- |
|                         | União Nacional (Lista A)                            | 0 981 263                                                 | 87,99 / 100,00                                            | 12,01                                                     | 130 / 130                                                 | Estável                                                   |
|                         | Comissão Democrática Eleitoral (Lista D)            | 0 114 745                                                 | 10,29 / 100,00                                            | Novo                                                      | 0 / 130                                                   | Novo                                                      |
|                         | Comissão Eleitoral de Unidade Democrática (Lista B) | 0 16 863                                                  | 1,51 / 100,00                                             | Novo                                                      | 0 / 130                                                   | Novo                                                      |
|                         | Comissão Eleitoral Monárquica (Lista C)             | 0 1 324                                                   | 0,12 / 100,00                                             | Novo                                                      | 0 / 130                                                   | Novo                                                      |
|                         | Comissão Eleitoral Nacionalista Independente        | A CENI anunciou desistência antes das eleições ocorrerem. | A CENI anunciou desistência antes das eleições ocorrerem. | A CENI anunciou desistência antes das eleições ocorrerem. | A CENI anunciou desistência antes das eleições ocorrerem. | A CENI anunciou desistência antes das eleições ocorrerem. |
| Votos Inválidos         | Votos Inválidos                                     | 0 1 053                                                   | 0,09 / 100,00                                             |                                                           |                                                           |                                                           |
| Total                   | Total                                               | 101150248                                                 | 100,00 / 100,00                                           |                                                           | 130 / 130                                                 | 10                                                        |
| Eleitorado/Participação | Eleitorado/Participação                             | 107840341                                                 | 62,5 / 100,0                                              | 11,1                                                      |                                                           |                                                           |
| Fonte                   | Fonte                                               | [ 4 ]                                                     | [ 4 ]                                                     | [ 4 ]                                                     | [ 4 ]                                                     | [ 4 ]                                                     |

## Tabela de resultados

### Angola
| Partidos                | Partidos                | Votos | %             |
| ----------------------- | ----------------------- | ----- | ------------- |
|                         | União Nacional          | ???   | 100,8 / 100,0 |
| Total                   | Total                   | ???   | 100,0 / 100,0 |
| Eleitorado/Participação | Eleitorado/Participação | ???   | ???           |

### Angra do Heroísmo
| Partidos                | Partidos                | Votos  | %             |
| ----------------------- | ----------------------- | ------ | ------------- |
|                         | União Nacional          | 15 000 | 100,8 / 100,0 |
| Total                   | Total                   | 15 000 | 100,0 / 100,0 |
| Eleitorado/Participação | Eleitorado/Participação | 25 246 | 58,4 / 100,0  |

### Aveiro
| Partidos                | Partidos                       | Votos   | %             | Deputados |
| ----------------------- | ------------------------------ | ------- | ------------- | --------- |
|                         | União Nacional                 | 77 807  | 87,8 / 100,0  | 4 / 4     |
|                         | Comissão Democrática Eleitoral | 10 775  | 12,1 / 100,0  | 0 / 4     |
| Total                   | Total                          | 88 832  | 100,0 / 100,0 | 4 / 4     |
| Eleitorado/Participação | Eleitorado/Participação        | 132 015 | 47,0 / 100,0  |           |

### Beja
| Partidos                | Partidos                       | Votos  | %             |
| ----------------------- | ------------------------------ | ------ | ------------- |
|                         | União Nacional                 | 17 271 | 89,3 / 100,0  |
|                         | Comissão Democrática Eleitoral | 1 942  | 10,1 / 100,0  |
| Total                   | Total                          | 19 224 | 100,0 / 100,0 |
| Eleitorado/Participação | Eleitorado/Participação        | 32 156 | 58,7 / 100,0  |

### Braga
| Partidos                | Partidos                                  | Votos   | %             |
| ----------------------- | ----------------------------------------- | ------- | ------------- |
|                         | União Nacional                            | 73 131  | 89,2 / 100,0  |
|                         | Comissão Democrática Eleitoral            | 7 074   | 8,6 / 100,0   |
|                         | Comissão Eleitoral de Unidade Democrática | 1 772   | 2,2 / 100,0   |
| Total                   | Total                                     | 82 001  | 100,0 / 100,0 |
| Eleitorado/Participação | Eleitorado/Participação                   | 120 808 | 67,8 / 100,0  |

### Bragança
| Partidos                | Partidos                       | Votos  | %             |
| ----------------------- | ------------------------------ | ------ | ------------- |
|                         | União Nacional                 | 35 425 | 99,9 / 100,0  |
|                         | Comissão Democrática Eleitoral | 25     | 0,1 / 100,0   |
| Total                   | Total                          | 35 457 | 100,0 / 100,0 |
| Eleitorado/Participação | Eleitorado/Participação        | 44 873 | 78,0 / 100,0  |

### Cabo Verde
| Partidos                | Partidos                | Votos | %             |
| ----------------------- | ----------------------- | ----- | ------------- |
|                         | União Nacional          | ???   | 100,8 / 100,0 |
| Total                   | Total                   | ???   | 100,0 / 100,0 |
| Eleitorado/Participação | Eleitorado/Participação | ???   | ???           |

### Castelo Branco
| Partidos                | Partidos                       | Votos  | %             |
| ----------------------- | ------------------------------ | ------ | ------------- |
|                         | União Nacional                 | 34 251 | 94,1 / 100,0  |
|                         | Comissão Democrática Eleitoral | 2 032  | 5,8 / 100,0   |
| Total                   | Total                          | 36 283 | 100,0 / 100,0 |
| Eleitorado/Participação | Eleitorado/Participação        | 52 065 | 69,7 / 100,0  |

### Coimbra
| Partidos                | Partidos                       | Votos   | %             |
| ----------------------- | ------------------------------ | ------- | ------------- |
|                         | União Nacional                 | 57 978  | 87,6 / 100,0  |
|                         | Comissão Democrática Eleitoral | 8 101   | 12,2 / 100,0  |
| Total                   | Total                          | 68 158  | 100,0 / 100,0 |
| Eleitorado/Participação | Eleitorado/Participação        | 105 372 | 62,8 / 100,0  |

### Évora
| Partidos                | Partidos                       | Votos  | %             |
| ----------------------- | ------------------------------ | ------ | ------------- |
|                         | União Nacional                 | 19 341 | 90,3 / 100,0  |
|                         | Comissão Democrática Eleitoral | 2 060  | 9,7 / 100,0   |
| Total                   | Total                          | 21 425 | 100,0 / 100,0 |
| Eleitorado/Participação | Eleitorado/Participação        | 39 796 | 55,2 / 100,0  |

### Faro
| Partidos                | Partidos                       | Votos  | %             |
| ----------------------- | ------------------------------ | ------ | ------------- |
|                         | União Nacional                 | 19 151 | 90,2 / 100,0  |
|                         | Comissão Democrática Eleitoral | 2 101  | 9,7 / 100,0   |
| Total                   | Total                          | 21 572 | 100,0 / 100,0 |
| Eleitorado/Participação | Eleitorado/Participação        | 35 985 | 59,0 / 100,0  |

### Funchal
| Partidos                | Partidos                       | Votos  | %             |
| ----------------------- | ------------------------------ | ------ | ------------- |
|                         | União Nacional                 | 16 675 | 93,4 / 100,0  |
|                         | Comissão Democrática Eleitoral | 1 225  | 6,1 / 100,0   |
| Total                   | Total                          | 19 095 | 100,0 / 100,0 |
| Eleitorado/Participação | Eleitorado/Participação        | 34 332 | 68,2 / 100,0  |

### Guarda
| Partidos                | Partidos                       | Votos  | %             |
| ----------------------- | ------------------------------ | ------ | ------------- |
|                         | União Nacional                 | 43 034 | 96,7 / 100,0  |
|                         | Comissão Democrática Eleitoral | 2 018  | 4,2 / 100,0   |
| Total                   | Total                          | 47 706 | 100,0 / 100,0 |
| Eleitorado/Participação | Eleitorado/Participação        | 62 063 | 76,8 / 100,0  |

### Guiné
| Partidos                | Partidos                | Votos | %             |
| ----------------------- | ----------------------- | ----- | ------------- |
|                         | União Nacional          | ???   | 100,8 / 100,0 |
| Total                   | Total                   | ???   | 100,0 / 100,0 |
| Eleitorado/Participação | Eleitorado/Participação | ???   | ???           |

### Horta
| Partidos                | Partidos                | Votos  | %             |
| ----------------------- | ----------------------- | ------ | ------------- |
|                         | União Nacional          | 18 345 | 100,0 / 100,0 |
| Total                   | Total                   | 18 345 | 100,0 / 100,0 |
| Eleitorado/Participação | Eleitorado/Participação | 21 241 | 79,3 / 100,0  |

### Leiria
| Partidos                | Partidos                       | Votos  | %             |
| ----------------------- | ------------------------------ | ------ | ------------- |
|                         | União Nacional                 | 44 454 | 88,1 / 100,0  |
|                         | Comissão Democrática Eleitoral | 3 422  | 10,3 / 100,0  |
| Total                   | Total                          | 49 964 | 100,0 / 100,0 |
| Eleitorado/Participação | Eleitorado/Participação        | 80 117 | 63,1 / 100,0  |

### Lisboa
| Partidos                | Partidos                                  | Votos | %             |
| ----------------------- | ----------------------------------------- | ----- | ------------- |
|                         | União Nacional                            | ?     | 79,3 / 100,0  |
|                         | Comissão Democrática Eleitoral            | ?     | 18,5 / 100,0  |
|                         | Comissão Eleitoral de Unidade Democrática | ?     | 2,2 / 100,0   |
|                         | Comissão Eleitoral Monárquica             | ?     | 0,8 / 100,0   |
| Total                   | Total                                     | ?     | 100,0 / 100,0 |
| Eleitorado/Participação | Eleitorado/Participação                   | ?     | 0,0 / 100,0   |

### Moçambique
| Partidos                | Partidos                | Votos | %             |
| ----------------------- | ----------------------- | ----- | ------------- |
|                         | União Nacional          | ???   | 100,8 / 100,0 |
| Total                   | Total                   | ???   | 100,0 / 100,0 |
| Eleitorado/Participação | Eleitorado/Participação | ???   | ???           |

### Ponta Delgada
| Partidos                | Partidos                       | Votos  | %             |
| ----------------------- | ------------------------------ | ------ | ------------- |
|                         | União Nacional                 | 13 721 | 77,8 / 100,0  |
|                         | Comissão Democrática Eleitoral | 3 882  | 22,1 / 100,0  |
| Total                   | Total                          | 17 620 | 100,0 / 100,0 |
| Eleitorado/Participação | Eleitorado/Participação        | 35 835 | 49,2 / 100,0  |

### Portalegre
| Partidos                | Partidos                | Votos  | %             |
| ----------------------- | ----------------------- | ------ | ------------- |
|                         | União Nacional          | 22 108 | 100,0 / 100,0 |
| Total                   | Total                   | 22 108 | 100,0 / 100,0 |
| Eleitorado/Participação | Eleitorado/Participação | 28 593 | 77,7 / 100,0  |

### Porto
| Partidos                | Partidos                                  | Votos   | %             |
| ----------------------- | ----------------------------------------- | ------- | ------------- |
|                         | União Nacional                            | 99 021  | 85,5 / 100,0  |
|                         | Comissão Eleitoral de Unidade Democrática | 10 180  | 7,8 / 100,0   |
|                         | Comissão Democrática Eleitoral            | 6 421   | 5,1 / 100,0   |
| Total                   | Total                                     | 115 878 | 100,0 / 100,0 |
| Eleitorado/Participação | Eleitorado/Participação                   | 204 005 | 58,6 / 100,0  |

### Santarém
| Partidos                | Partidos                       | Votos   | %             |
| ----------------------- | ------------------------------ | ------- | ------------- |
|                         | União Nacional                 | 58 337  | 87,4 / 100,0  |
|                         | Comissão Democrática Eleitoral | 8 281   | 12,4 / 100,0  |
| Total                   | Total                          | 66 773  | 100,0 / 100,0 |
| Eleitorado/Participação | Eleitorado/Participação        | 115 020 | 57,3 / 100,0  |

### São Tomé e Príncipe
| Partidos                | Partidos                | Votos | %             |
| ----------------------- | ----------------------- | ----- | ------------- |
|                         | União Nacional          | ???   | 100,8 / 100,0 |
| Total                   | Total                   | ???   | 100,0 / 100,0 |
| Eleitorado/Participação | Eleitorado/Participação | ???   | ???           |

### Setúbal
| Partidos                | Partidos                       | Votos  | %             | Deputados |
| ----------------------- | ------------------------------ | ------ | ------------- | --------- |
|                         | União Nacional                 | 15 181 | 64,7 / 100,0  | 4 / 4     |
|                         | Comissão Democrática Eleitoral | 8 128  | 34,7 / 100,0  | 0 / 4     |
| Total                   | Total                          | 23 309 | 100,0 / 100,0 | 4 / 4     |
| Eleitorado/Participação | Eleitorado/Participação        | 49 340 | 47,0 / 100,0  |           |

### Viana do Castelo
| Partidos                | Partidos                       | Votos  | %             | Deputados |
| ----------------------- | ------------------------------ | ------ | ------------- | --------- |
|                         | União Nacional                 | 34 939 | 86,9 / 100,0  | 4 / 4     |
|                         | Comissão Democrática Eleitoral | 5 282  | 13,1 / 100,0  | 0 / 4     |
| Total                   | Total                          | 40 221 | 100,0 / 100,0 | 4 / 4     |
| Eleitorado/Participação | Eleitorado/Participação        | 48 940 | 42,5 / 100,0  |           |

### Vila Real
| Partidos                | Partidos                       | Votos  | %             |
| ----------------------- | ------------------------------ | ------ | ------------- |
|                         | União Nacional                 | 44 671 | 96,8 / 100,0  |
|                         | Comissão Democrática Eleitoral | 1 578  | 2,4 / 100,0   |
| Total                   | Total                          | 45 275 | 100,0 / 100,0 |
| Eleitorado/Participação | Eleitorado/Participação        | 64 691 | 71,8 / 100,0  |

### Viseu
| Partidos                | Partidos                       | Votos | %             |
| ----------------------- | ------------------------------ | ----- | ------------- |
|                         | União Nacional                 | ?     | ?             |
|                         | Comissão Democrática Eleitoral | ?     | ?             |
| Total                   | Total                          | ?     | 100,0 / 100,0 |
| Eleitorado/Participação | Eleitorado/Participação        | ?     | 0,0 / 100,0   |